# Vikingatida rundsköld

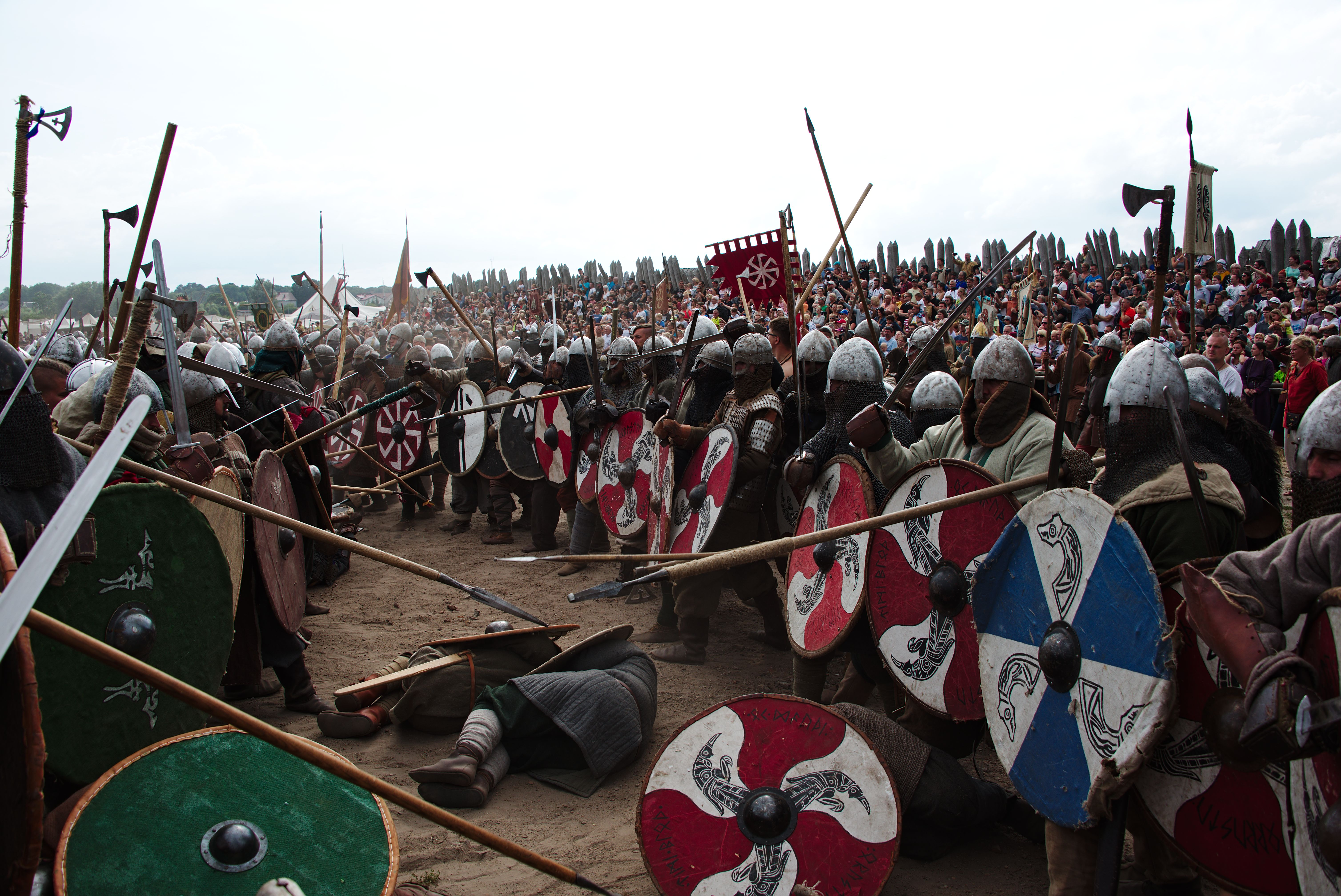
Vikingatida slag med rundsköldar (historiskt återskapande).

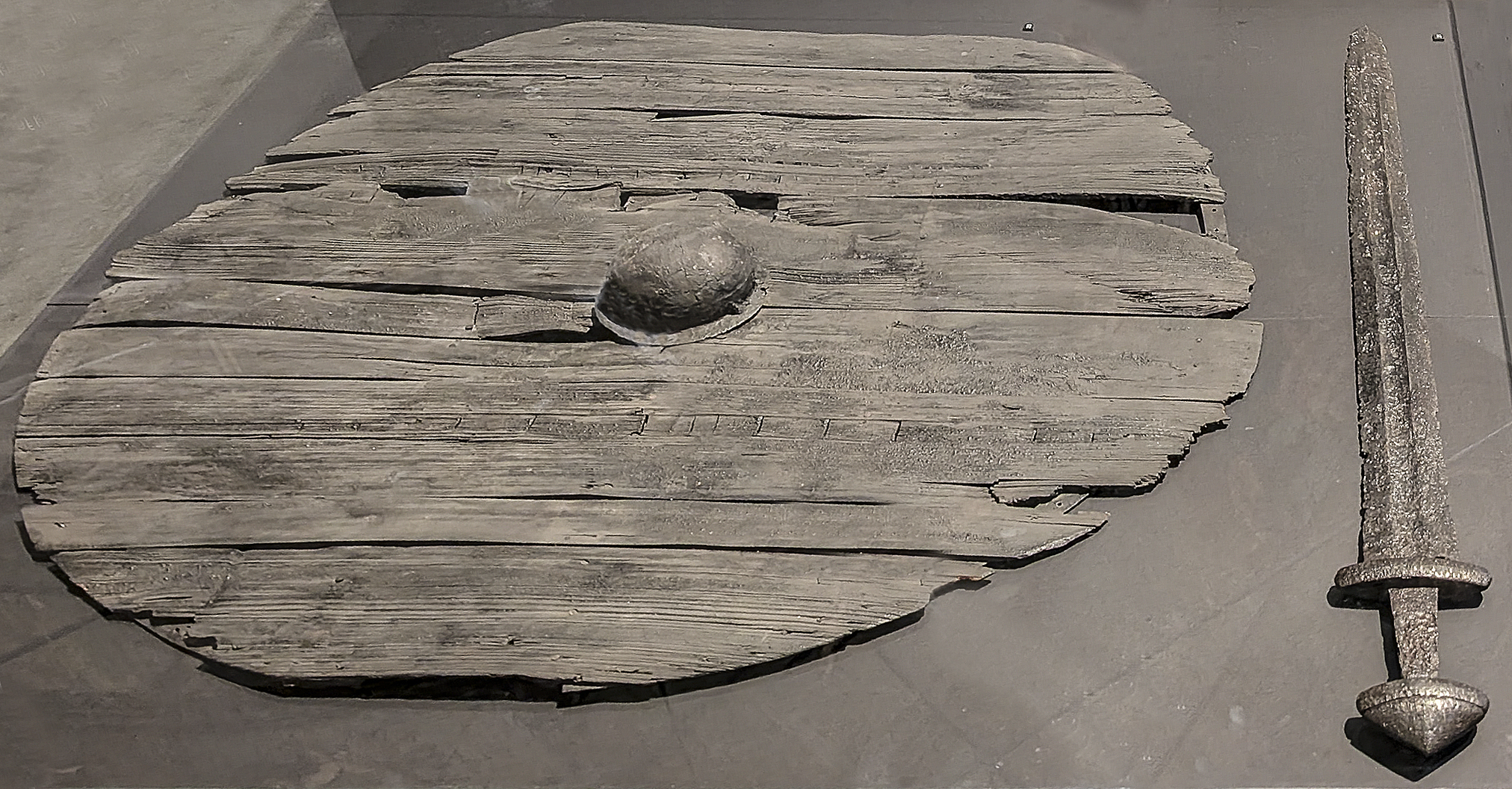
Bevarad vikingatida rundsköld från slutet av 800-talet, funnen i Waal, Nederländerna.

Vikingatida rundsköld eller vikingasköld avser i modern tid ofta den typ av flata rundsköld i trä med mittgrepp som var den konventionella skölden bland de germanska stammarna i Europa under folkvandringstiden och vikingatiden fram till början av medeltiden. De förekom i både i Nord- och Centraleuropa och på de brittiska öarna.

## Historia
Den germanska rundskölden utvecklades någon gång under det första årtusendets första halva. Det tidigaste fyndet som gjorts är från Illerup Ådal i Danmark som daterats till 300-talet. Från folkvnadringstiden finns även Möjbrostenen i Uppland, ristad omkting 400 till 550 efter Kristus. Konstruktionen torde ersatt en liknande äldre oval sköld som användes under romersk järnålder och tidigare, men fynd av liknande rundsköldar i brons finns från europeisk bronsålder (exempelvis: yetholmsköld(en), fröslundasköldarna) varvid principen inte är ny. Återbruket av den runda sköldformen kan påvisa ett större behov att individuellt skydda användarens sidofält och större behov att kunna manövrera skölden utan att behöva oroa sig vart skölden skyddar, gentemot långsköldar som snarare är avsedda för den tidigare rådande romerska stridstaktiken.
Konstruktionen var mycket mångsidig. Vikten var låg och tillsammans med mittgreppet kunde skölden enkelt manövreras och rotera i handen för att avleda inkommande attacker samt gav möjlighet för användaren att jabba med sköldkanten eller sköldbucklan. De tillverkades av tunna träplankor med avsmalnande kant för att kunna fånga en fiendes blankvapen om det högg in i sköldkanten. Till sjöss kunde sköldarna hängas längs skeppsborden av olika anledningar.
Skölden var mycket effektiv och stod i övrigt oförändrad under flera hundra år. Under vikingatiden utvecklades så småningom den så kallade långyxan, även kallad bredyxa, en tvåhandsyxa med stort tunt blad ämnat att klyva sköldar samt hugga ner hästar och ryttare.
Den vikingatida rundskölden ersattes över tid av den medeltida långskölden, även kallad droppsköld, som var av liknande konstruktion men var förlängd neråt så skölden liknade en stor vattendroppe, vilket skyddade benen för en fotsoldat och gav en ryttare större skydd i sidan från attacker nedifrån.

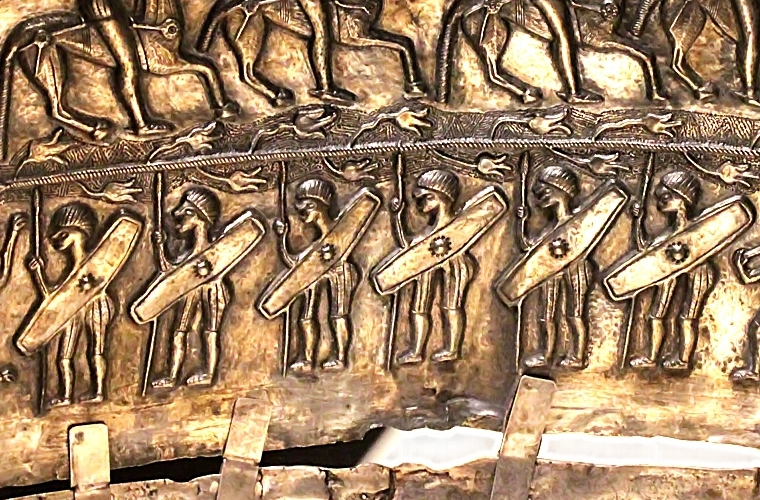
Tidigare germanska långsköldar på Gundestrupskitteln (300 f.Kr.–300 e.Kr.).
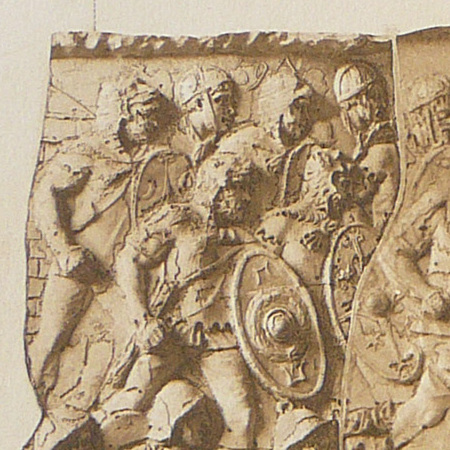
Tidigare germanska ovalsköldar på Trajanuskolonnen (invigd 113 e.Kr.).
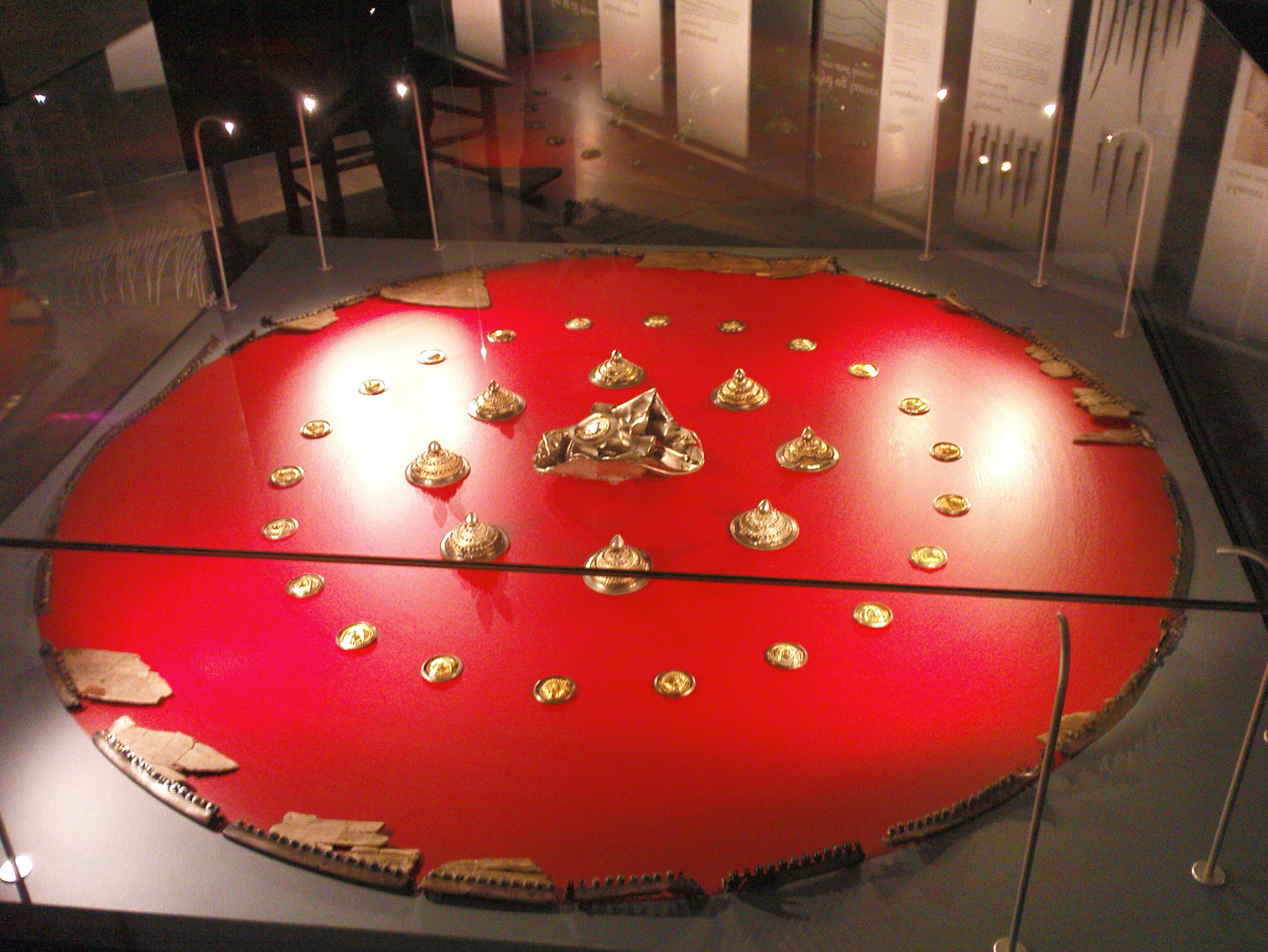
Tidig rundsköld från Illerup Ådal, Danmark (300-talet).
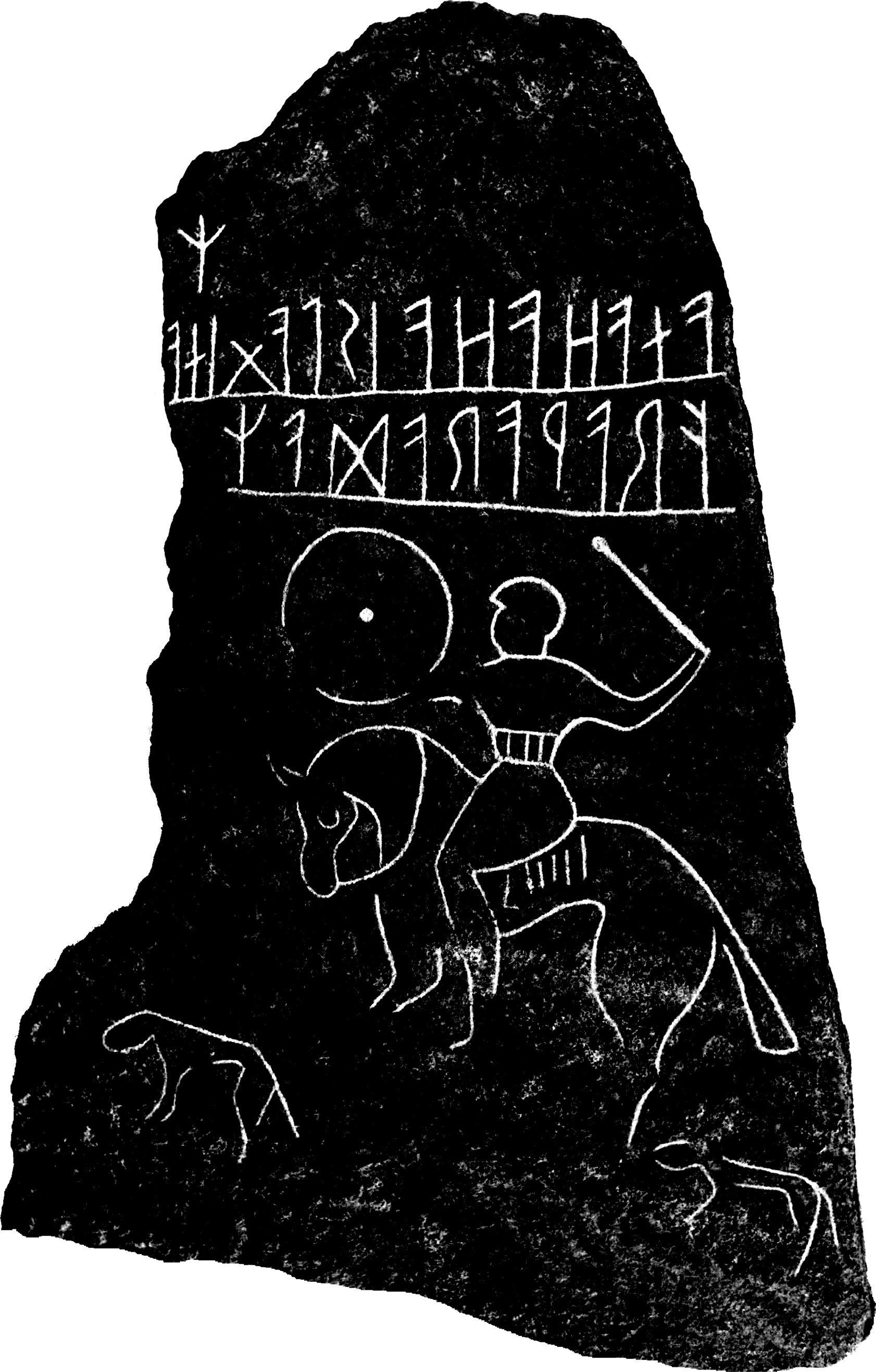
Tidig germansk rundsköld på Möjbrostenen (400–550 e.Kr.)
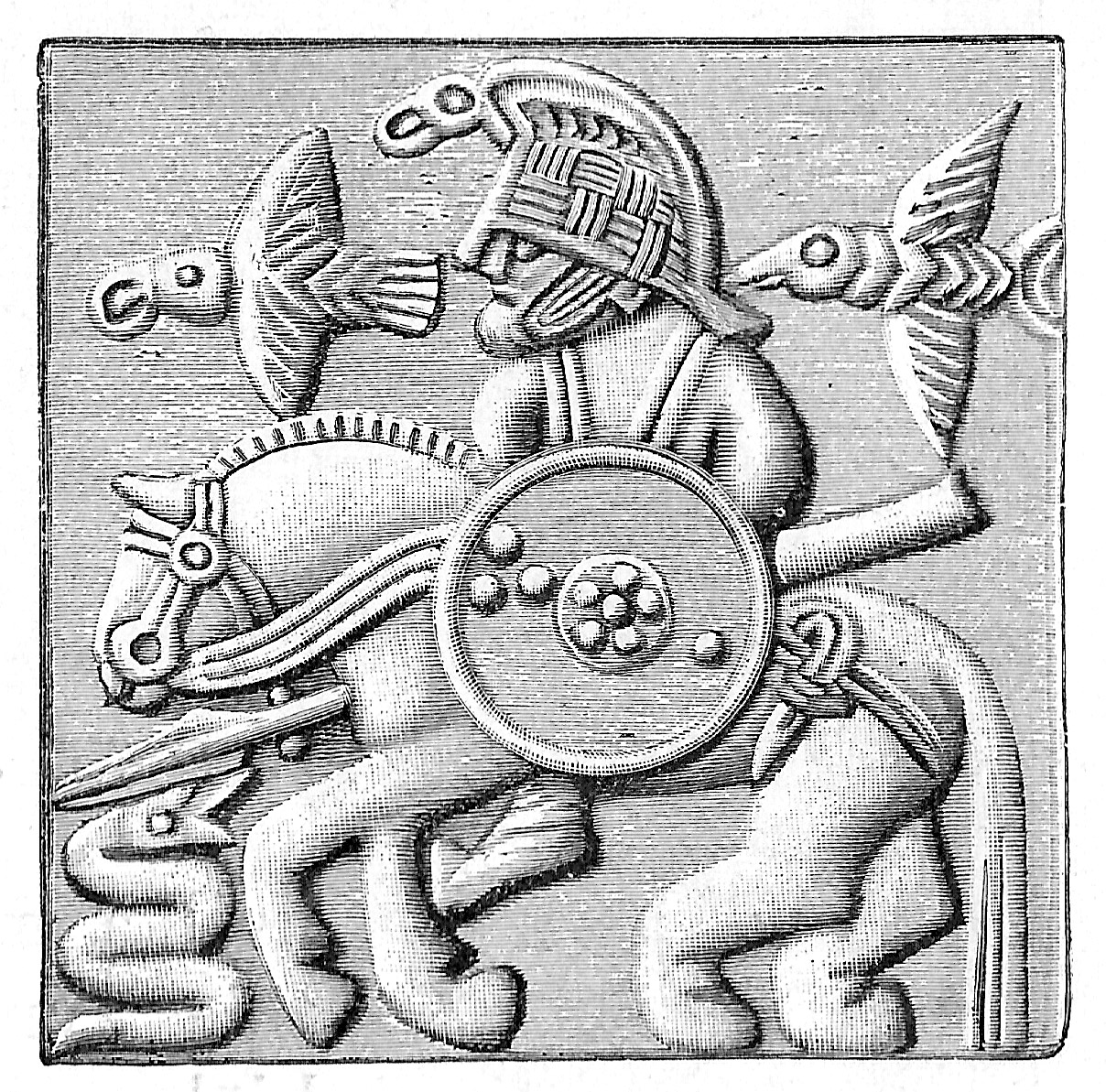
Dekorerad germansk rundsköld på en Vendeltida hjälmplåt (ca 620 e.Kr.)
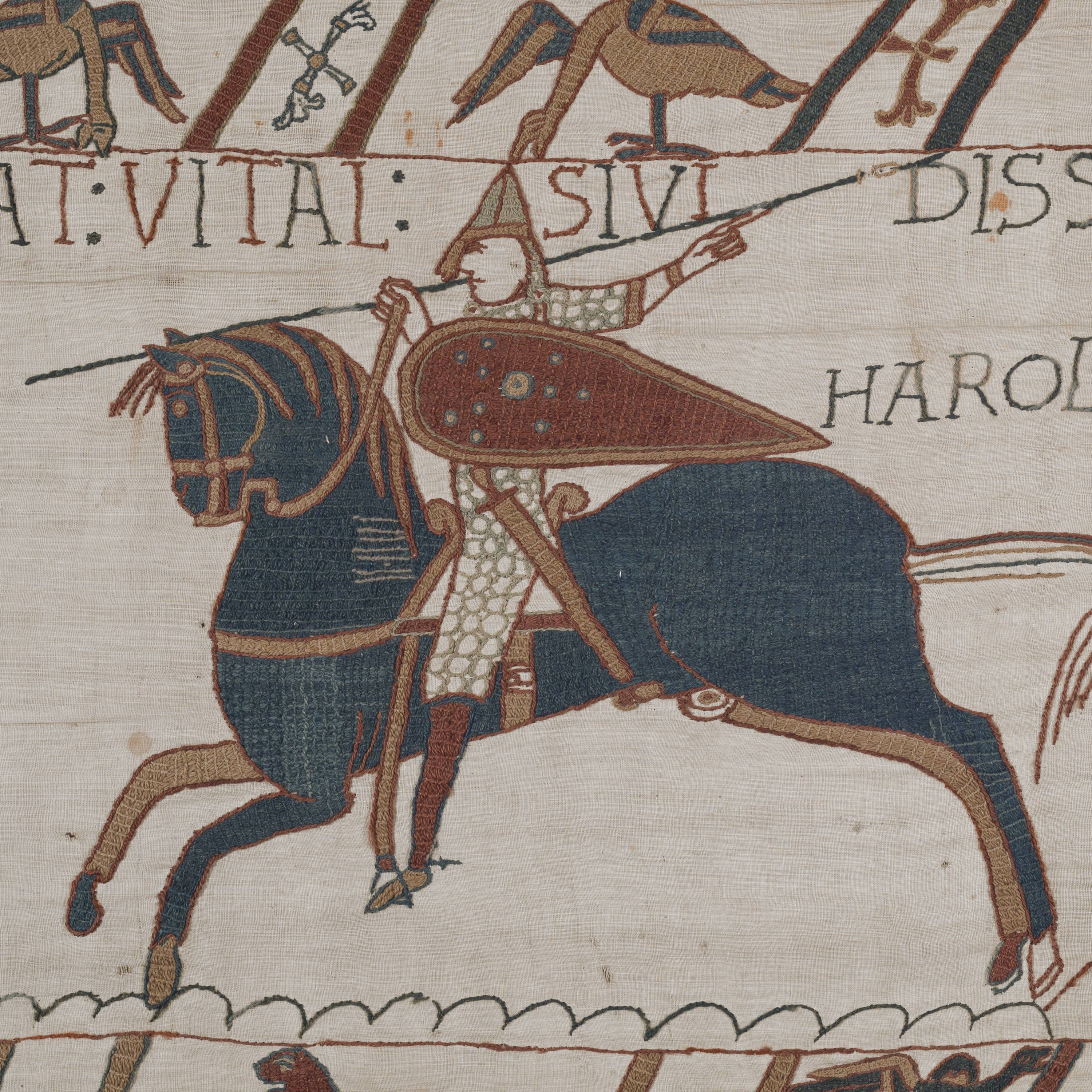
Senvikingatida långsköld på Bayeuxtapeten (sent 1000-tal).

## Konstruktion
Den germanska rundskölden hade en uppskattad diameter mellan cirka 75 och 100 centimeter och hade en avsmalnande kant. De var uppbyggda av tunna träplankor placerade invid varandra vilka fästes samman genom lim, kantbeslag av metall eller genom snörning i små hål längs plankornas ytterkanter. Greppet var ett lodrätt handgrepp i mitten av skölden som kunde vara av järn eller trä och gick utmed sköldens höjd som bakstöd, ibland ut till kanterna. Ibland användes flera stöd baktill utöver greppet. Även metallbeslag förekom. Över sköldytan satt en eller flera dukar lin eller läder, vilka kunde vara fastlimmade eller fastsydda.
Centralt på sköldens framsida fanns en sköldbuckla av järn som var fäst med nitar genom brättet i träplanken. Träet var utskuret under bucklan för att göra plats för handen att greppa handtaget. Detta var således ett effektivt sätt att skapa utrymme samtidigt som handen skyddas mot slag från offensiva vapen i en stridssituation. Sköldbucklan kan även ha haft en viktig funktion om skölden användes som ett mer offensivt vapen.

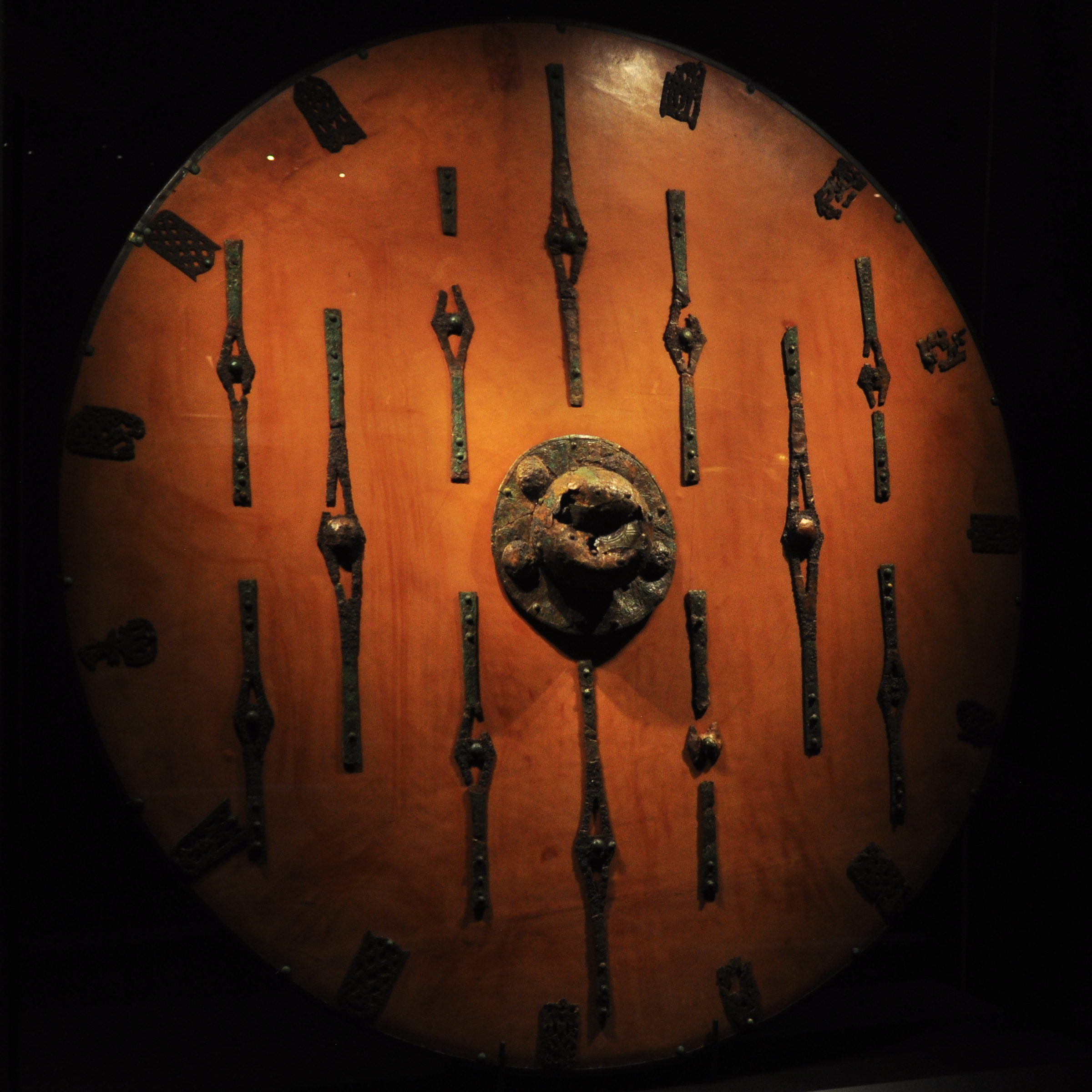
Bevarade beslag till vendeltida rundsköld från Valsgärde, Sverige.
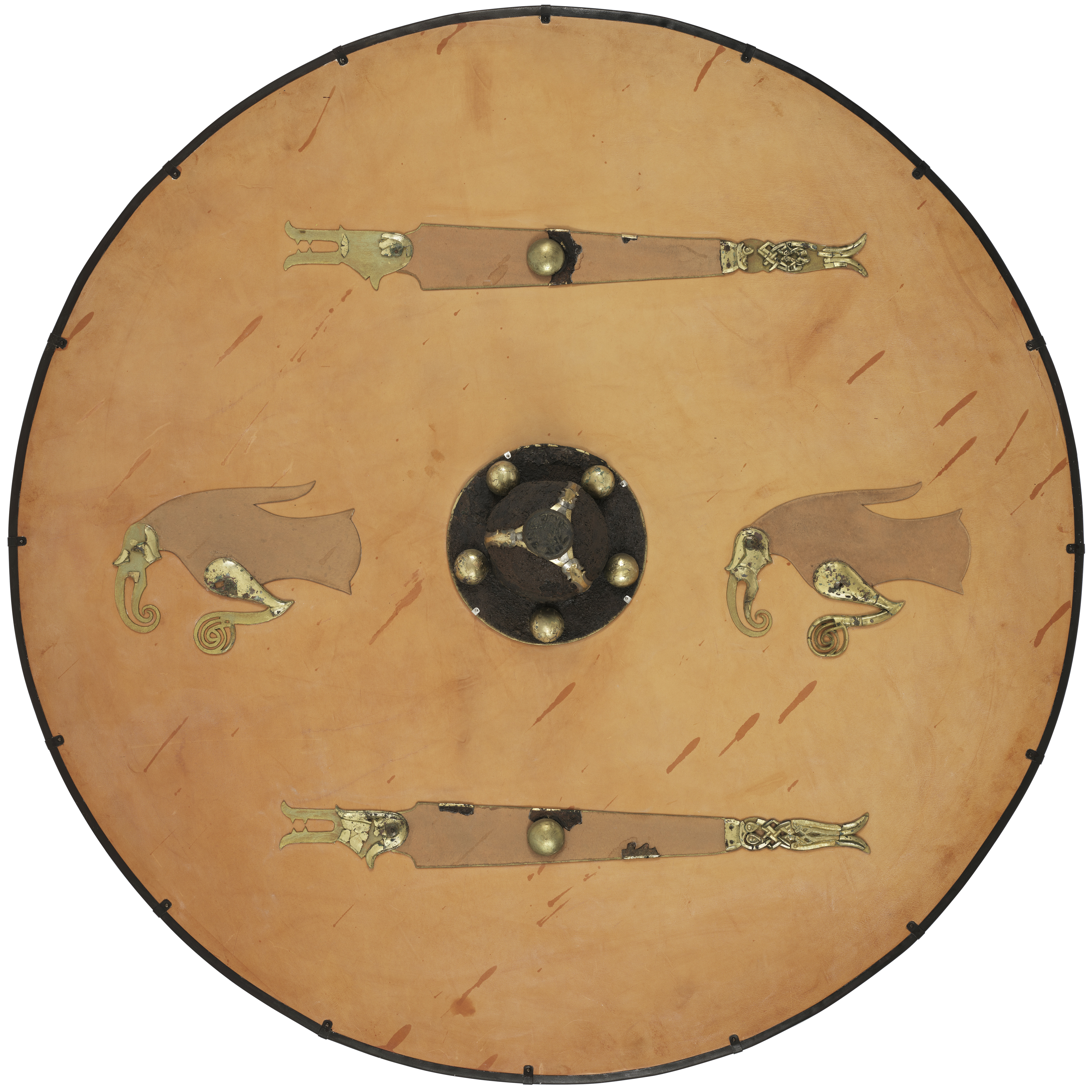
Bevarade beslag till vendeltida rundsköld från Vendel, Sverige.
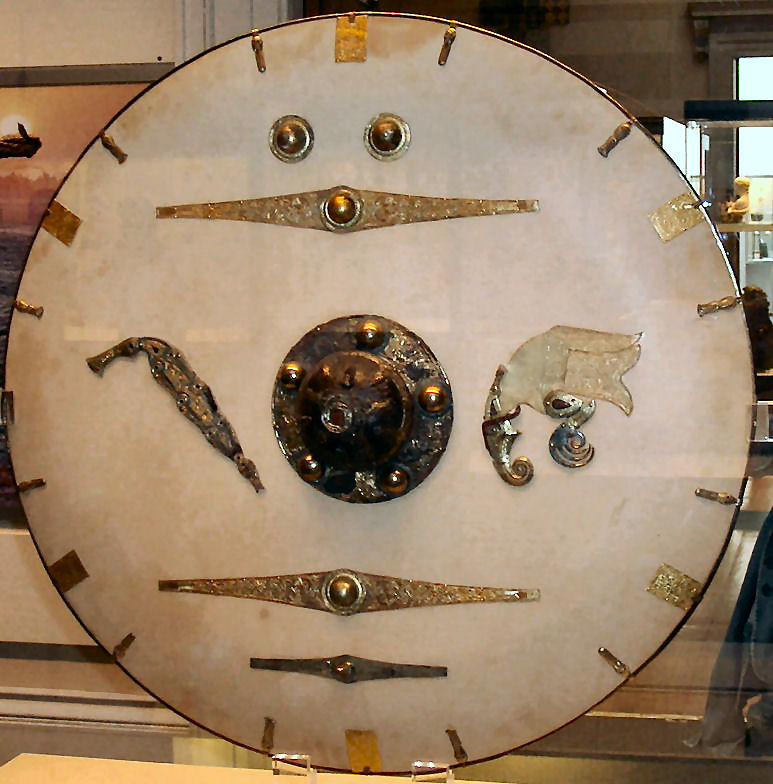
Bevarade beslag till vendeltida rundsköld från Sutton Hoo, Storbritannien.

## Vidare information
- What did real viking shields look like?
- Online Lecture: The Viking Age Shield